# Golden Bride
Golden Bride (coréen : 황금신부 ; RR : Hwanggeum shinbu), connu aussi sous le titre de Bride From Vietnam, est une série télévisée sud-coréenne en 64 épisodes diffusée du 23 juin 2007 au 3 février 2008 sur le réseau SBS en Corée du Sud. En raison de sa popularité, la série a été prolongée de 14 épisodes,.

## Synopsis
Nguyen Jin-joo, demi-vietnamienne et demi-coréenne, travaille comme traductrice au Vietnam. Jin-joo travaille dur pour gagner de l'argent pour payer le remède pour guérir la cécité de sa mère. Toutefois, le médecin révèle que son état est irréversible. Comme son dernier souhait, la mère de Jin-joo demande à être en mesure de voir son mari une dernière fois avant qu'elle devient aveugle. Dans un acte de désespoir, elle convainc ses clients, Jung Han-sook, la mère de Jun-woo et la tante de Jun Woo, Kang Koon-ja de l'emmener en Corée afin de devenir l'épouse de Kang Jun-woo pour trouver son père biologique qui a abandonné, elle et sa mère, il y a 20 ans ...

## Fiche technique
- Titre original : Hwanggeum Shinbu
- Titre français : Golden Bride
- Réalisation : Woon Goon-il et Baek Soo-chan
- Scénario : Park Hyeon-ju
- Production : Woon Goon-il et Baek Soo-chan
- Production exécutive : Go Heung-shik
- Sociétés de production : Olive9
- Pays d’origine :  Corée du Sud
- Langue originale : Coréen
- Genre : Drame, romance

## Distribution
- Lee Young-ah : Nguyen Jin-joo
- Song Chang-eui : Kang Jun-woo
- Choi Yeo-jin : Ok Ji-young
- Song Jong-ho : Kim Young-min
- Kim Heechul : Kim Young-soo
- Han Yeo-woon : Kang Sae-mi
- Kim Mi-sook : Jung Han-sook, mère de Jun Woo
- Kang Shin-il : Kang Woo-nam, père de Jun Woo
- Hong Eun-hee : Kang Won-mi, sœur aînée de Jun-woo
- Kyeon Mi-ri : Yang Ok-kyung, mère de Young-soo et de Young-min
- Im Chae-moo : Kim Sang-il / Richard Kim, père de Young-min
- Park Mi-sun : Kang Koon-ja, sœur de Woo-nam
- Kim Kyung-sik : Heo Dong-gu
- Kwon Hae-hyo : Cha Byuk-soo
- Gong Hyun-joo : Cha In-kyung
- Như Quỳnh : Lee Pham
- Seo Jin-wook : Philip Kim
- Kim Chung

## Diffusion internationale
- SBS (2007-2008)
- KNTV (2008)
- Tri Vietnam Media Corporation (HTV3) avec le titre Cô dâu vàng (2008)

## Distinctions

### Récompenses
- SBS Drama Awards 2007 : 
  - Top 10 des stars pour Song Chang-eui
  - Top 10 des stars pour Lee Young-ah
  - Prix de la nouvelle star pour Choi Yeo-jin
  - Meilleur acteur dans une série dramatique pour Im Chae-moo
  - Meilleure actrice dans une série dramatique pour Kyun Mi-ri
- Baeksang Arts Awards 2008 : Prix du meilleur nouveau acteur pour Song Chang-eui
- Festival international de drama à Tokyo 2008 : Dramas étrangers : Prix du drama spécial
- Seoul Drama Awards 2008 : Prix d'excellence pour les séries dramatiques

### Nominations
- Seoul International Drama Awards 2008 : Meilleure série dramatique